# BYD Atto 3
BYD Atto 3 (BYD Yuan Plus - на ринку Китаю та Латинської Америки) — компактний позашляховик на акумуляторі від китайського виробника автомобілів BYD Auto.

## Опис

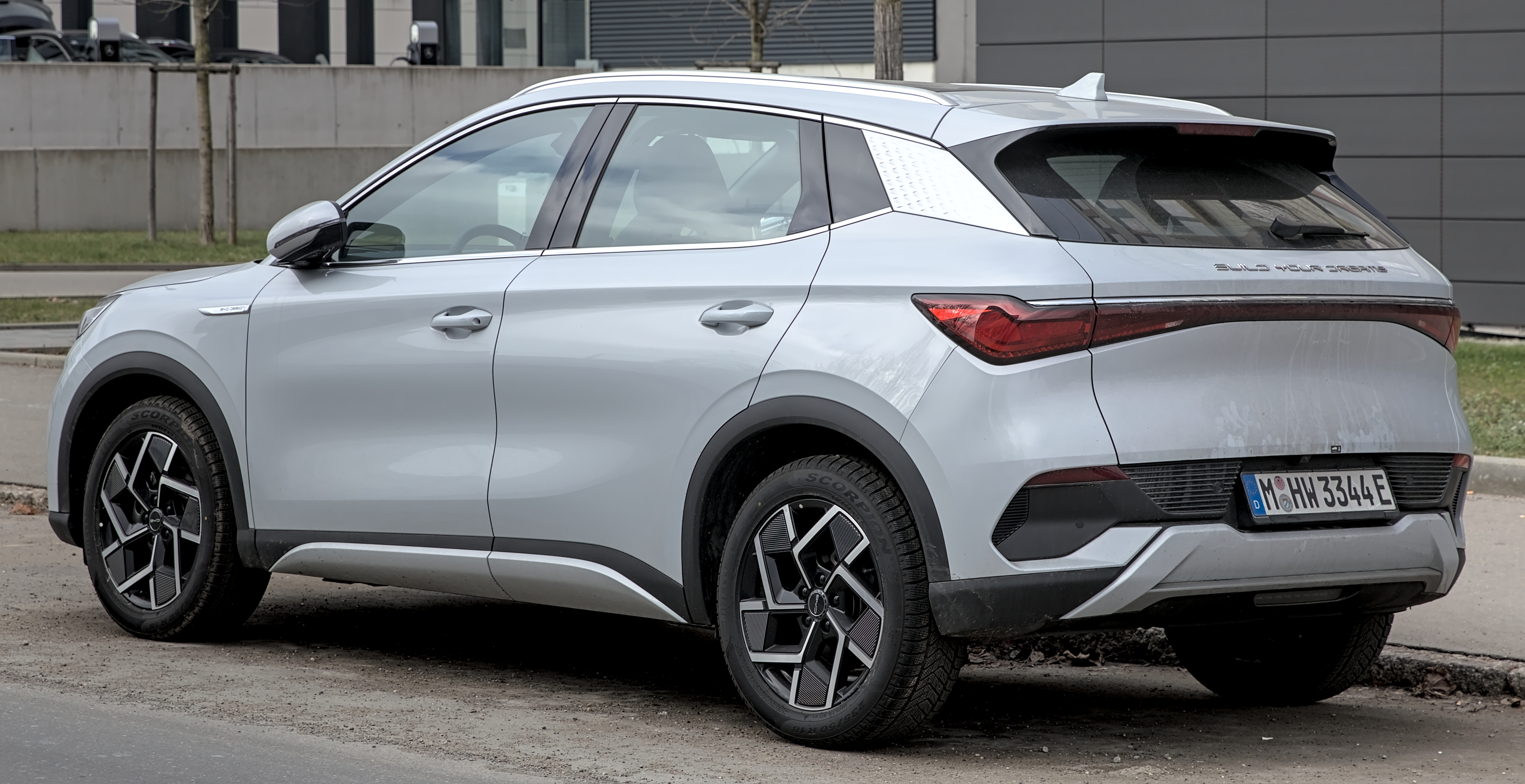

Модель Yuan Plus була представлена в липні 2021 року, вона має трохи більші розміри ніж BYD Yuan, більш елітний дизайн і запатентовану лопатеву батарею BYD. Він також виготовляється з правим кермом під назвою BYD Atto 3 у Сінгапурі, Австралії та Японії, а також з лівим кермом у Європі.

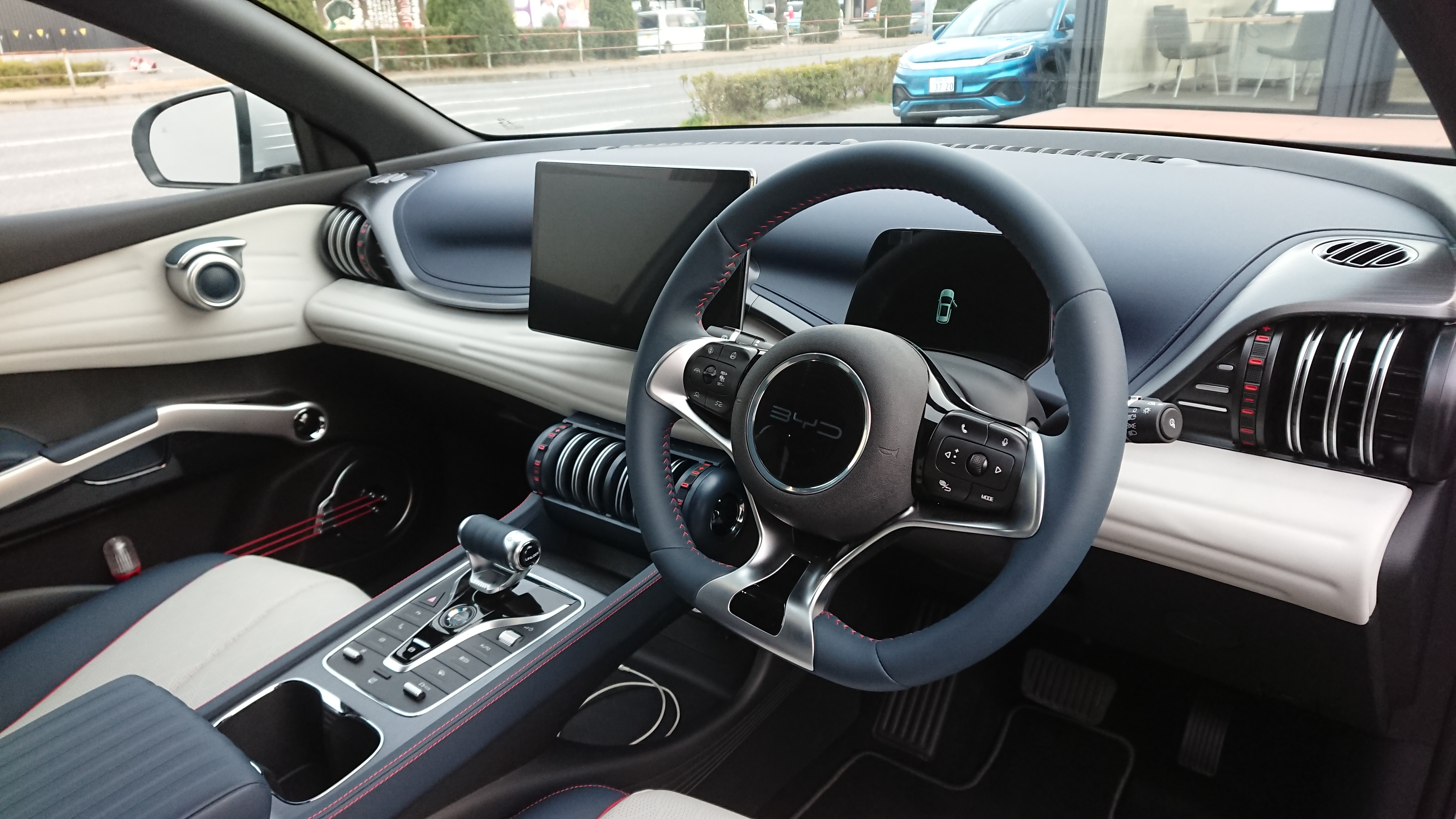

На відміну від інших моделей серії Dynasty, Yuan Plus базується на новітній конструкції BYD e-Platform 3.0 і оснащений електродвигуном із переднім приводом потужністю 204 к.с. 310 Нм крутного моменту, що живиться від запатентованої літій-залізо-фосфатної (LFP) «blade battery». На цей час він пропонує два варіанти акумуляторної батареї — блок ємністю 50,12 кВт·год, здатний проїхати 430 км (267 миль) за циклом руху CLTC; а акумуляторна батарея ємністю 60,48 кВт·год також дозволяє йому проїхати до 510 км (317 миль) повністю електричного ходу.

У серпні 2023 року відбулась презентація рестайлінгової версії вже популярного електромобіля BYD Yuan Plus, модельного року 2024. Нова версія отримала індекс імені Champion Edition, як більшість модельного ряду BYD випущеної на ринок як модельний 2024 рік. Найбильш помітною відмінністю нової версії є більш спокійний салон електрмобіля, замість різкого поєднання сильного з білим, він тепер м'який біжово-персиковий, також яскраві червоні струни змінились на менш помітні чорні. Дизайн екстер'єру помітних змін не зазнав, щоправда, з'явились два нові кольори: небесно блакитний, який є неймовірно популярним серед на ринку Китаю серед усіх сучасних виробників електромобілів, станом на кінець 2023 року, та пурпуровий.
У 2024 році BYD Atto 3 отримав 15,6-дюймовий сенсорний екран мультимедіа та стандартні шини Continental EcoContact 6 Q. На кришці багажника замість напису “Build Your Dreams” з'явився короткий логотип “BYD”.

## Продажі
У 2022 році по всьому світу було продано 229 020 одиниць Atto 3 / Yuan Plus, що становить 25 відсотків електромобілів з акумуляторами, проданих BYD за цей період.
| рік  | Китай   | Австралія | Нова Зеландія | Таїланд |
| ---- | ------- | --------- | ------------- | ------- |
| 2022 | 190,411 | 2,113     | 1,685         | 312     |